# Кейті Дреннан
Кейті Дреннан Бріттон (24 липня 1990 , Панама ) — панамська модель, власниця титулів «Міс Інтернешнл Панама-2011» та «Міс Панама-2016»., учасниця конкурсу «Міс Панама 2011», де виграла титул Віррейна Панама.

## Раннє життя
Кейті Дреннан народилася 1990 року в Панама-Сіті у Панамі. Її батько родом зі США, а мати — панамка індійського походження. Вона закінчила середню школу Американського коледжу в Панама-Сіті. Модель розповіла в пресі, що змінила своє прізвище на Дреннан, оскільки її рідний батько не визнав її.

## Кар'єра моделі
Модельну кар'єру, вигравши конкурс «Chica Chico Modelo» в 2008 році. Це дало їй можливість працювати на Physical Modelos, агентстві, в якому вона працює понині, і представляти Панаму в «Супермоделі світу 2008» від Ford Model.
У тому ж році Дреннан представляла Панаму на конкурсі «Міс підлітків Америки та Карибського басейну», здобувши три нагороди: «Міс підліткова фотогенічність», «Міс підліткова модель» та «Третя принцеса».

## Участь у конкурсах

### Міс Панама 2011
Кейті Дреннан зі зростом 1,77 м брала участь у національному конкурсі краси «Міс Панама» 2011, виборола титул Віррейна Панама. Вона представляла штат Панама-Сентро.

### Міс Інтернешнл 2011
Вона представляла Панаму на конкурсі "Міс Інтернешнл 2011", який відбувся в Ченду, Китай, 6 листопада 2011 року. Вона посіла 4-е місце.

### Міс Панама 2016
Дреннан була обрана на кастингу, проведеного 26 квітня 2016 року та визначена журі Міс Панама 2016, щоб представляти Панаму на Міс Всесвіт 2016 .

### Міс Всесвіт 2016
Дреннан представляла Панаму на конкурсі « Міс Всесвіт 2016», де потрапила до топ-13.